# Oberhasli

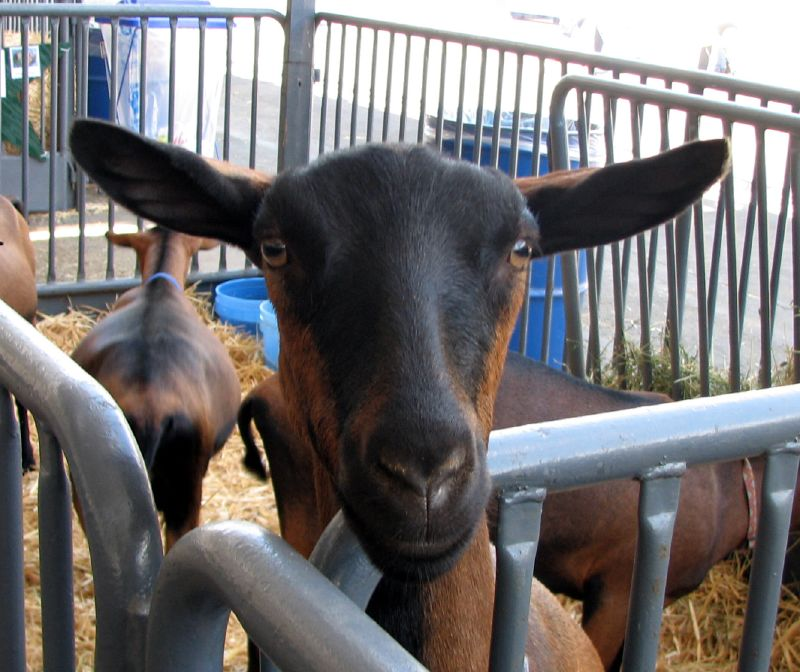
Exemplar da raça

A Oberhasli é uma raça americana moderna de cabras leiteiras. Deriva do subtipo de cabra coloridas Chamois, do distrito Oberhasli, na Suíça central. Todos os membros de raça pura da raça descendem de cinco cabras coloridas Chamois, importadas para os Estados Unidos em 1936. Uma associação de criadores foi formada em 1977 e um livro de estudos sobre a raça foi lançado no ano seguinte. Até então, cabras deste tipo eram conhecidas pelo nome alpina suíça e cruzadas com cabras alpinas de outros tipos.

## Histórico
Os cabritos de Oberhasli foram importados para os EUA em 1906 e em 1920, mas essas cabras não foram criadas puras e as linhagens foram perdidas.  Em 1936, HO Pence importou cinco cabras coloridas Chamois da Suíça para os Estados Unidos; Todos os Oberhasli de raça pura nos EUA descendem destes.  Até a década de 1970, esses animais foram registrados como alpes suíços.  
Uma associação de criadores, o Oberhasli Breeders of America, foi formada em aproximadamente 1977.  Em 1978  ou 1979  o Oberhasli foi aceito como uma raça pela American Dairy Goat Association (ADGA). Um rebanho de raça pura mantido com registros de Esther Oman, criador da Califórnia, foi a base da nova raça. Em 1980, a ADGA recuperou as cabras de tamanho Oberhasli de seus outros livros herdares. 
Em 2010, um total de 1729 cabeças, distribuído em aproximadamente 30 estados, foi relatado para DAD-IS , com base em dados de um registro de raças (não especificado). 

## Características
Os padrões para a Oberhasli são publicados pela American Dairy Goat Association e pela American Goat Society. 
A coloração da raça é chamado de "chamoisee" ou "chamoisee" por sua semelhança percebida com as cores da Alpine selvagem de camurça. O casaco é de largura ou médio-marrom, com marcas negras consistindo de duas listras faciais pretas através dos olhos para o focinho, uma testa preta, uma faixa dorsal preta ou uma faixa de mula e uma barriga preta e membros inferiores. Isso, mas não dinheiro, também pode ser preto sólido. 
O registro de produção de leite de Oberhasli por lactação é de 2.116 kg (4.665 lb).
1. ↑  «Quais as raças de caprinos de leite? | Sítio Rekantinho | Venda de Cabras e Bodes». Sítio Rekantinho | Venda de Cabras e Bodes. 15 de junho de 2015
2. ↑  «definição de Chamois em português · gdict - o melhor dicionário». pt.gdict.org. Consultado em 20 de julho de 2017
3. ↑  1942-, Porter, Valerie,; 1914-, Mason, I. L. (Ian Lauder), (2002). Mason's world dictionary of livestock breeds, types, and varieties 5th ed. Oxon, UK: CABI Pub. ISBN 085199430X. OCLC 48170967